# Quartieri di Roma

Quartieri di Roma

I quartieri di Roma sono le aree di nuova urbanizzazione nate soltanto dopo l'istituzione dell'ultimo rione, Prati.
Costituiscono il secondo livello di suddivisione toponomastica di Roma Capitale e coprono una superficie di 171,38 km². La popolazione totale residente è di 2,873 milioni (2017) abitanti.

## Storia
A seguito del notevole ampliamento della città avvenuto nel trentennio dal 1890 al 1920, l'Associazione fra i Romani segnalò all'Amministrazione l'opportunità di istituire nuovi Rioni e Quartieri, in aggiunta ai quindici rioni già esistenti. Così, nel 1921, la Giunta Municipale dispose di istituire i seguenti quindici quartieri, dopo un primo tracciamento effettuato nel 1911 per i soli effetti statistici e anagrafici e di assegnare ad ognuno di essi un proprio stemma:
1. Flaminio. «Di azzurro al Pileo del Flamine d'argento ornato d'oro.»
2. Parioli. «Di rosso a due spade d'argento all'elsa d'oro incrociate in decusse e una foglia di palma verde posta in palo.»
3. Pinciano. «D'oro al pioppo (di Nerone) di verde.»
4. Salario. «Di azzurro al palo d'argento col sole sorgente d'oro.»
5. Nomentano. «Di oro al monte (Monte Sacro) di verde col ponte su l'Aniene di argento.»
6. Tiburtino. «Di rosso al monte d'oro caricato di un palo ondoso (cascata dell'Aniene) di azzurro, uscente da un traforo.»
7. Prenestino-Labicano. «Spaccato d'argento e di rosso al cornucopia d'oro ricolmo di frutta al naturale.»
8. Tuscolano. «D'argento alla collina tricipite di verde, con la vite di uva di verde fruttifera di porpora.»
9. Appio-Latino. «D'argento alla porta turrita di rosso, al capo di azzurro caricato di un bucranio di argento coronato d'oro.»
10. Ostiense. «Di azzurro al faro d'argento.»
11. Portuense. «Di azzurro alla nave d'oro attrezzata d'argento.»
12. Gianicolense. «Di verde alla testa di Giano bifronte d'oro.»
13. Aurelio. «Di porpora all'aquila abbassata di oro, armata di rosso, coronata d'oro stringente negli artigli a destra la spada, a sinistra il volumen.»
14. Trionfale. «Di rosso al trofeo d'argento.»
15. Milvio. «D'argento al monte di rosso sormontato dal labaro di Costantino.»

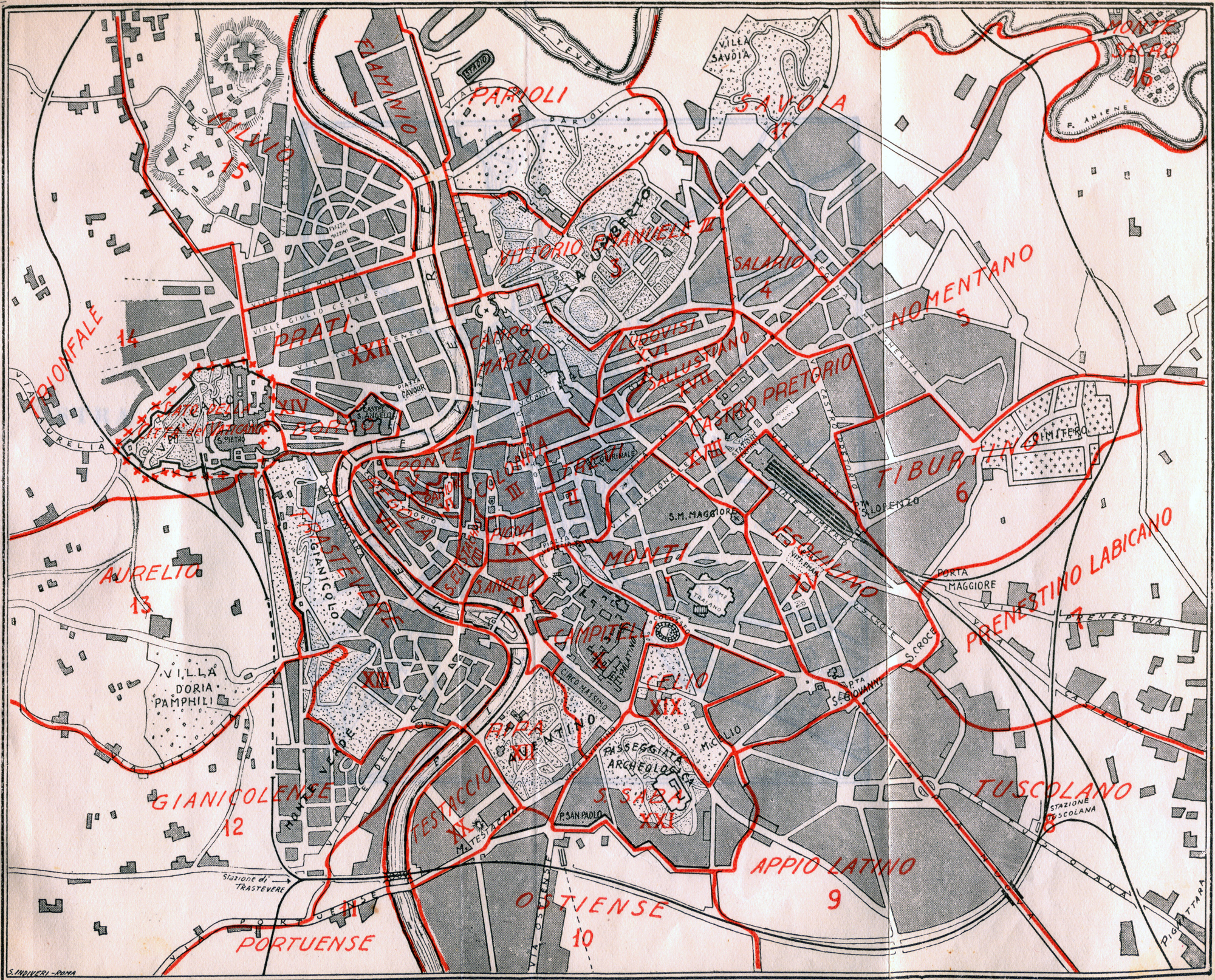
La distribuzione dei quartieri intorno al 1930.

L'area urbanizzata a nord del fiume Aniene era provvisoriamente chiamata Città Giardino - Aniene fino al 1924, quando venne istituita come sedicesimo quartiere Monte Sacro, mentre nel 1926, "in omaggio alla gloriosa Casa Sabauda", il quartiere Pinciano, con annessa una parte del quartiere Parioli, è stato denominato Vittorio Emanuele III e "il quartiere a sinistra di via Nomentana" venne istituito come diciassettesimo quartiere Savoia. Nel 1935 il quartiere 15, Milvio, divenne Della Vittoria, nel 1938 divenne Delle Vittorie e nel 1945 riprese il nome Della Vittoria.
Nel 1946, il quartiere Parioli venne diviso in due parti, mantenendo il nome nella parte a sud del Tevere e assumendo il nome di quartiere Tor di Quinto a nord del fiume; il quartiere Vittorio Emanuele III invece, riprese il nome originale di Pinciano mentre il quartiere  Savoia venne denominato Trieste.
Il 1º marzo 1954, con variazione del dizionario toponomastico, il suburbio S. I Parioli venne diviso in due comprensori: quartiere Q. XVIII Tor di Quinto e suburbio S. I Tor di Quinto.
Con delibera del Commissario Straordinario nº 2453 del 13 settembre 1961, furono istituiti altri diciassette quartieri, alcuni trasformando cinque suburbi dell'area est, altri da territori dell'agro romano che, a sua volta, fu suddiviso in zone. Ai "nuovi" quartieri sono stati assegnati i numeri da 19 a 35.
Il comune di Roma Capitale dunque conta attualmente trentacinque quartieri:
- Q. I Flaminio
- Q. II Parioli
- Q. III Pinciano
- Q. IV Salario
- Q. V Nomentano
- Q. VI Tiburtino
- Q. VII Prenestino-Labicano
- Q. VIII Tuscolano
- Q. IX Appio-Latino
- Q. X Ostiense
- Q. XI Portuense
- Q. XII Gianicolense
- Q. XIII Aurelio
- Q. XIV Trionfale
- Q. XV Della Vittoria
- Q. XVI Monte Sacro
- Q. XVII Trieste
- Q. XVIII Tor di Quinto
- Q. XIX Prenestino-Centocelle
- Q. XX Ardeatino
- Q. XXI Pietralata
- Q. XXII Collatino
- Q. XXIII Alessandrino
- Q. XXIV Don Bosco
- Q. XXV Appio Claudio
- Q. XXVI Appio-Pignatelli
- Q. XXVII Primavalle
- Q. XXVIII Monte Sacro Alto
- Q. XXIX Ponte Mammolo
- Q. XXX San Basilio
- Q. XXXI Giuliano-Dalmata
- Q. XXXII Europa
- Q. XXXIII Lido di Ostia Ponente
- Q. XXXIV Lido di Ostia Levante
- Q. XXXV Lido di Castel Fusano